# Франг Барді

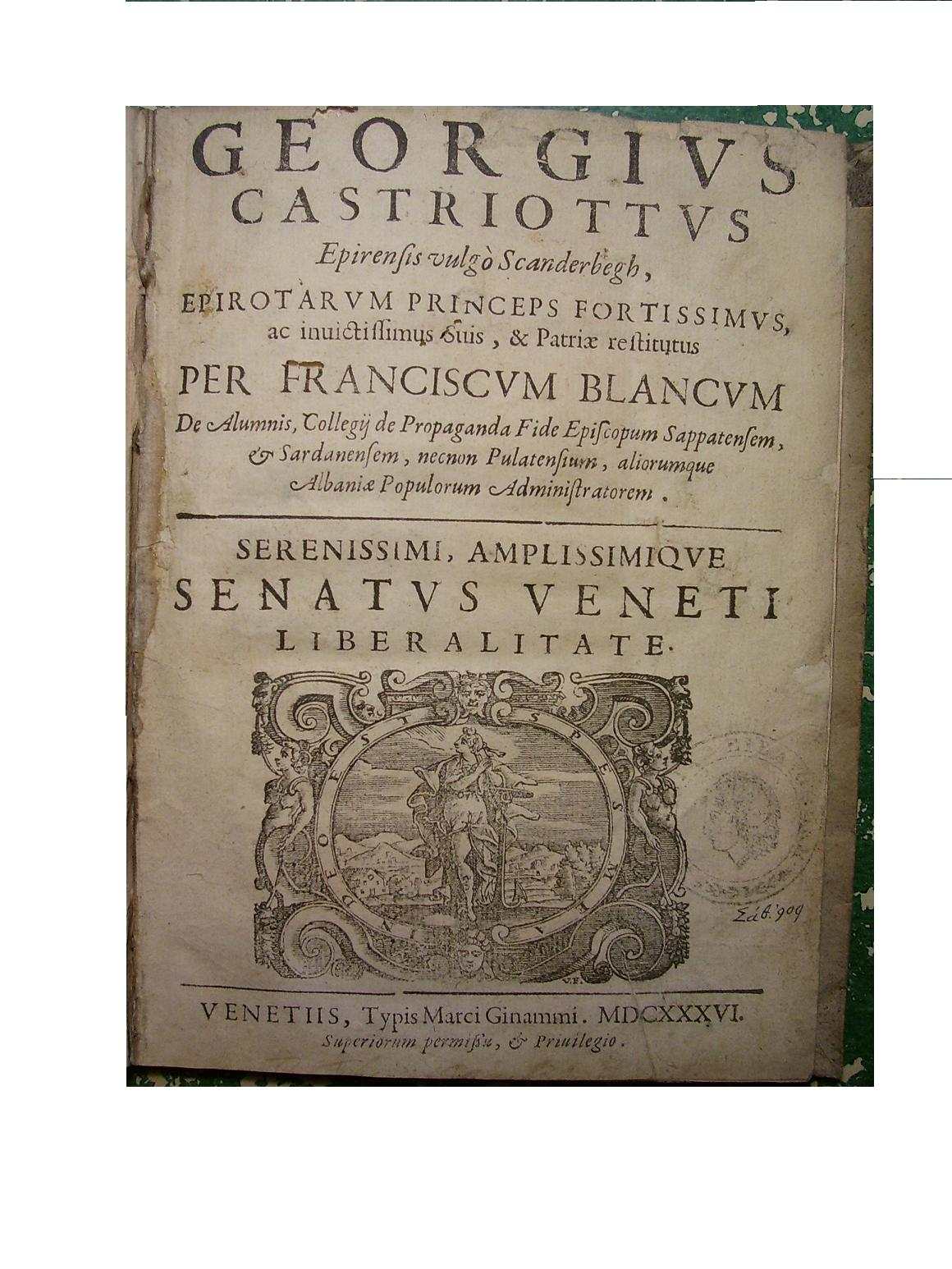
Біографія Скандербега

Франг Барді (алб. Frang Bardhi, лат. Franciscus Blancus; нар. 1606, Каллмет — пом. 1643) — албанський католицький священник і письменник, єпископ Сапи (1635—1644), відомий зачинатель ранньої епохи албанської літератури, автор першого албанського словника Dictionarium latino-epiroticum.

## Біографія
Франг Барді народився 1606 року на півночі Албанії, в селищі Каллмет, в історичній області Задріма, біля міста Лежи. Походив з високопоставленої албанській родини, яка мала громадянство Венеційської республіки. Все життя Франг Барді пишався і підкреслював, що належав до сім'ї, члени якої не підкорилися османським загарбникам.
Барді вивчав теологію в Італії. Папа Урбан VIII 17 грудня 1636 року призначив його єпископом єпархії Сапи і Сарди.
У 1635 році Франг Барді видав у Римі перший в історії албанський словник «Dictionarium latino-epiroticum», що складається з 5640 статей. Додаток містить перелік із 113 прислів'їв, фраз та ідіом, деякі з яких є перекладами з інших мов албанською, а переважна більшість зібрана з албанського фольклору.. Він також написав біографію Георгія Скандербега, в якій полемізував з версією про слов'янське (боснійське) походження Скандербега, яке вперше обґрунтував у 1631 році хорватський католицький священик Іван-Томко Мрнавич (Ivan Tomko Mrnavić).
У 1637 році Франг Барді надав до Конгрегації віри опис своєї єпархії, яке сьогодні є цінним історичним документом про життя албанського суспільства в часи османської експансії.

## Твори
- Georgius Castriotus Epirensis, vulgo Scanderbegh. Per Franciscum Blancum, De Alumnis Collegij de Propaganda Fide Episcopum Sappatensem etc. Venetiis, Typis Marci Ginammi, MDCXXXVI (1636).
- Dictionarivm Latino Epiroticvm per R. D. Franciscvm Blanchvm

## Джерело
- Robert Elsie: Albanian Literature. An Overview of its History and Development. In Österreichische Osthefte 17(2003), Sonderband Albanien. стор. 243—276 [Архівовано 22 грудня 2019 у Wayback Machine.]
- Zija Xholi: Pesë mendimtarët më të vjetër të kulturës sonë kombëtare: M. Barleti, Gj. Buzuku, P. Budi, F. Bardhi, P. Bogdani. Tirana 2003. ISBN 99927-901-1-3
- Albanian Literature, Section 1.6, by Robert Elsie, стор 24-27